# Myriopus parvifolius
Myriopus parvifolius är en strävbladig växtart som först beskrevs av Brother Alain, och fick sitt nu gällande namn av Feuillet. Myriopus parvifolius ingår i släktet Myriopus och familjen strävbladiga växter. Inga underarter finns listade i Catalogue of Life.